# Intercambiadas
Intercambiadas es una película de comedia y fantasía peruana de 2019 dirigida por Daniel Vega y escrita por María José Osorio. Está protagonizada por Patricia Portocarrero y Johanna San Miguel, contando con la actuación infantil de Matías Raygada.
Se estrenó el 4 de abril de 2019 en los cines peruanos.

## Sinopsis
El pequeño Vasco (Matías Raygada), el hijo de Paola (Johanna San Miguel), pide un deseo a una estrella fugaz que pondrá todo patas arriba: ambos se despiertan en el cuerpo del otro, dando lugar a situaciones hilarantes y divertidas mientras buscan una solución a su singular problema.

## Elenco
Los actores que participan en esta película son:
- Patricia Portocarrero como Guadalupe/Paola en su cuerpo.
- Johanna San Miguel como Paola/Guadalupe en su cuerpo.
- Matías Raygada como Vasco.
- Bruno Odar como Ricardo.
- Karime Scander como Chiara.
- Bernardo Scerpella como David.
- Guillermo Blanco como Mateo.
- Liliana Trujillo como Charo.
- Rodrigo Palacios como Extra.

## Producción
El rodaje de la película tuvo una duración de tres semanas y media, en diferentes locaciones de Lima como una casa en Barranco, Casino de la Policía Nacional del Perú, una casa en plaza San Martín, colegio San Luis y edificios del centro de Lima.
Además, la cinta marca el debut cinematográfico de la joven actriz Karime Scander, previo a sus trabajos de las teleseries En la piel de Alicia y Al fondo hay sitio.[cita requerida]

## Recepción
La película en su paso por los cines atrajo a 168.170 espectadores.